# Taka bangladese
Il taka (in bengali টাকা) è la valuta del Bangladesh. Il codice ISO 4217 è BDT ed è suddivisa in 100 poisha. Il simbolo è ৳, ৲; in inglese per rappresentare il taka è usato il simbolo Tk. Ad esempio ৳৫০, ৳50 o Tk 50 significano tutti 50 taka.

## Storia
Il taka è divenuto la moneta del Bangladesh nel 1972, sostituendo alla pari la rupia pakistana.
La parola "taka" deriva dal sanscrito tanka che era l'antico nome per la moneta d'argento. Il termine taka era usato in molte parti dell'India ma con diversi significati. Nell'India settentrionale, taka era una moneta di rame dal valore di due paisa mentre nel sud era uguale a quattro paisa oppure ad un anna. Solo in Bengala ed in Orissa il taka era uguale alla rupia. In tutte le aree dell'India, taka era usato informalmente per moneta in generale. Tuttavia la roccaforte del taka era il Bengala.
La rupia era stata introdotta dai sovrani turco-afghani e fu decisamente sostenuta dal Mughul e dal governo britannico. La popolazione del Bengala usò sempre la parola taka per chiamare la rupia, sia d'argento che d'oro. Ibn Battuta notò che in Bengala le persone descrivevano le monete d'oro (dinar) come tanka d'oro e quelle d'argento come tanka d'argento. In altre parole, qualsiasi fosse il contenuto metallico della moneta, le persone lo chiamavano taka. Questa tradizione è stata conservata fino ad oggi nelle regioni orientali come Bangladesh, Bengala Occidentale, Tripura, Orissa ed Assam. La rupia indiana è ufficialmente nota come টাকা ṭaka in bengalese, টকা tôka in assamese, e ଟଙ୍କା ṭôngka in oriya ed il suo nome è scritto in questo modo sulle banconote indiane.

## Monete
Nel 1973 furono introdotte monete con i valori da 5, 10, 25 e 50 poisha. La moneta da 1 poisha seguì nel 1974 e quella da 1 taka nel 1975. Le monete da 1, 5 e 10 poisha sono state coniate in alluminio; quelle da 25 e 50 poisha sono state coniate in acciaio e la moneta da 1 taka in cupro-nichel. Le monete da 5 poisha sono quadrate con gli angoli arrotondati, mentre la moneta da 10 poisha ha il bordo ondulato.
La moneta d'acciaio da 5 taka è stata immessa nel 1994 e quella da 2 taka, sempre d'acciaio, nel 2004.
Le monete da 1 e 5 poisha si trovano molto raramente in circolazione. Anche i pezzi da 10, 25 e 50 poisha non sono molto diffusi.
Solo le monete da 1, 2 e 5 taka si trovano regolarmente.
| Serie 1973            | Serie 1973 | Serie 1973 | Serie 1973   | Serie 1973            | Serie 1973                                                           | Serie 1973               |
| Immagine              | Immagine   | Valore     | Composizione | Descrizione           | Descrizione                                                          | Data di prima coniazione |
| Rovescio              | Dritto     | Valore     | Composizione | Dritto                | Rovescio                                                             | Data di prima coniazione |
| --------------------- | ---------- | ---------- | ------------ | --------------------- | -------------------------------------------------------------------- | ------------------------ |
| 5 poisha              | 5 poisha   | 5 poisha   | Alluminio    | Simboli nazionali     |                                                                      | 1973                     |
| 10 poisha             | 10 poisha  | 10 poisha  | Alluminio    | Simboli nazionali     |                                                                      | 1973                     |
|                       |            | 25 poisha  | Acciaio      | Simboli nazionali     | Rohu                                                                 | 1973                     |
|                       |            | 50 poisha  | Acciaio      | Simboli nazionali     |                                                                      | 1973                     |
| Serie 1974 (FAO)      |            |            |              |                       |                                                                      |                          |
|                       |            | 1 poisha   | Alluminio    | Simboli nazionali     | Disegno ornamentale, motivo floreale                                 | 1974                     |
|                       |            | 5 poisha   | Alluminio    | Simboli nazionali     |                                                                      | 1974                     |
| 10 poisha             | 10 poisha  | 10 poisha  | Alluminio    | Simboli nazionali     |                                                                      | 1974                     |
| 25 poisha             | 25 poisha  | 25 poisha  | Acciaio      | Simboli nazionali     |                                                                      | 1974                     |
| 1 taka                |            | 1 taka     | Varii        | Simboli nazionali     | Quattro figure umane, slogan "Famiglia pianificata - Cibo per tutti" | 1975                     |
| Serie 1977 (FAO)      |            |            |              |                       |                                                                      |                          |
| 5 poisha              | 5 poisha   | 5 poisha   | Alluminio    | Stemma del Bangladesh | Aratro, ingranaggio industriale                                      | 1977                     |
| 10 poisha             | 10 poisha  | 10 poisha  | Alluminio    | Stemma del Bangladesh | Un uomo ed una donna seduti                                          | 1977                     |
| 25 poisha             | 25 poisha  | 25 poisha  | Acciaio      | Stemma del Bangladesh | Tigre reale del Bengala                                              | 1977                     |
| 50 poisha             | 50 poisha  | 50 poisha  | Acciaio      | Stemma del Bangladesh | Pesce hilsha, Pollo, Ananas, Banana                                  | 1977                     |
| Emissione più recente |            |            |              |                       |                                                                      |                          |
|                       |            | 2 taka     | Acciaio      | Simboli nazionali     | Education                                                            | 2004                     |
| 5 taka                |            | 5 taka     | Acciaio      | Simboli nazionali     | Ponte Jamuna                                                         | 1994                     |

## Banconote
Nel 1971 banconote pakistane da 1, 5 e 10 rupie furono sovrastampate per essere usate in Bangladesh. Queste furono seguite nel 1972 da banconote del Tesoro da 1 taka e da banconote della Bangladesh Bank da 5, 10 e 100 taka. Nel 1975 fu introdotta la banconota da 50 taka, seguita da quella da 500 taka nel 1977 e da 20 taka nel 1980. I biglietti del tesoro da 1 taka furono emessi fino al 1984 mentre quelli da 2 taka furono introdotti il 1989.
Nell'anno 2000 il governo ha emesso banconote da 10 taka in polimeri in forma sperimentale (simili al dollaro australiano). Tuttavia si sono rivelate poco popolari e sono state ritirate poco dopo.
Nel 2008 è stato introdotto la banconota da 1000 taka
Attualmente i tagli da 1 e da 5 taka sono gradualmente sostituiti da monete.